# らーめん山頭火
らーめん山頭火（らーめんさんとうか）は、株式会社アブ・アウト（本社：北海道札幌市）が経営するラーメン店チェーンである。本店を発祥地である北海道旭川市に置き、日本国内の他、北米や東南アジアを中心に店舗を展開している。
店名は、俳人・種田山頭火に由来し、開業した3月10日との語呂合わせにもなっている。

## 歴史
当初は旭川市にて1988年（昭和63年）3月10日、北海道枝幸郡歌登町（現：枝幸町）出身の畠中仁（現在は同社会長）が、個人経営のラーメン店として開業した。旭川ラーメンでは醤油味を中心とする店が多かった当時、塩味ベースの豚骨ラーメンを主力とした。
1990年代初頭の種田山頭火ブームにも乗って、奇妙な名前でいつも満席のラーメン店としてマスコミで取り上げられるようになり、人気に火が付いた。その後、1994年（平成6年）に恵比寿店（現在は閉店）を開業して東京に進出。折からの旭川ラーメンブームに乗り急成長を遂げた。
1999年（平成11年）に有限会社に、2001年（平成13年）に株式会社へそれぞれ改組。日本国内外に多店舗を展開するほか、あさひかわラーメン村にも出店している。また、日清食品とのタイアップで同ブランドのカップラーメンを開発、2001年にセブン-イレブンの「有名ラーメン店シリーズ」の一つとして発売された。
2003年に海外初進出した香港では、店が軌道に乗ったと判断して日本人スタッフを引き揚げたところ接客や味の質が落ちてしまい2年未満で閉店。以後は直営か、フランチャイズ契約相手を厳選する方針をとっている。
最盛期に50店以上あった日本国内の店舗は、2020年8月時点で14店に減っている。日本国外では北米や東南アジアの9カ国・地域に49店（2020年8月時点）を展開し、店舗売上高66億円（2018年12月期決算）の8割を国外が占める。

## 主なメニュー

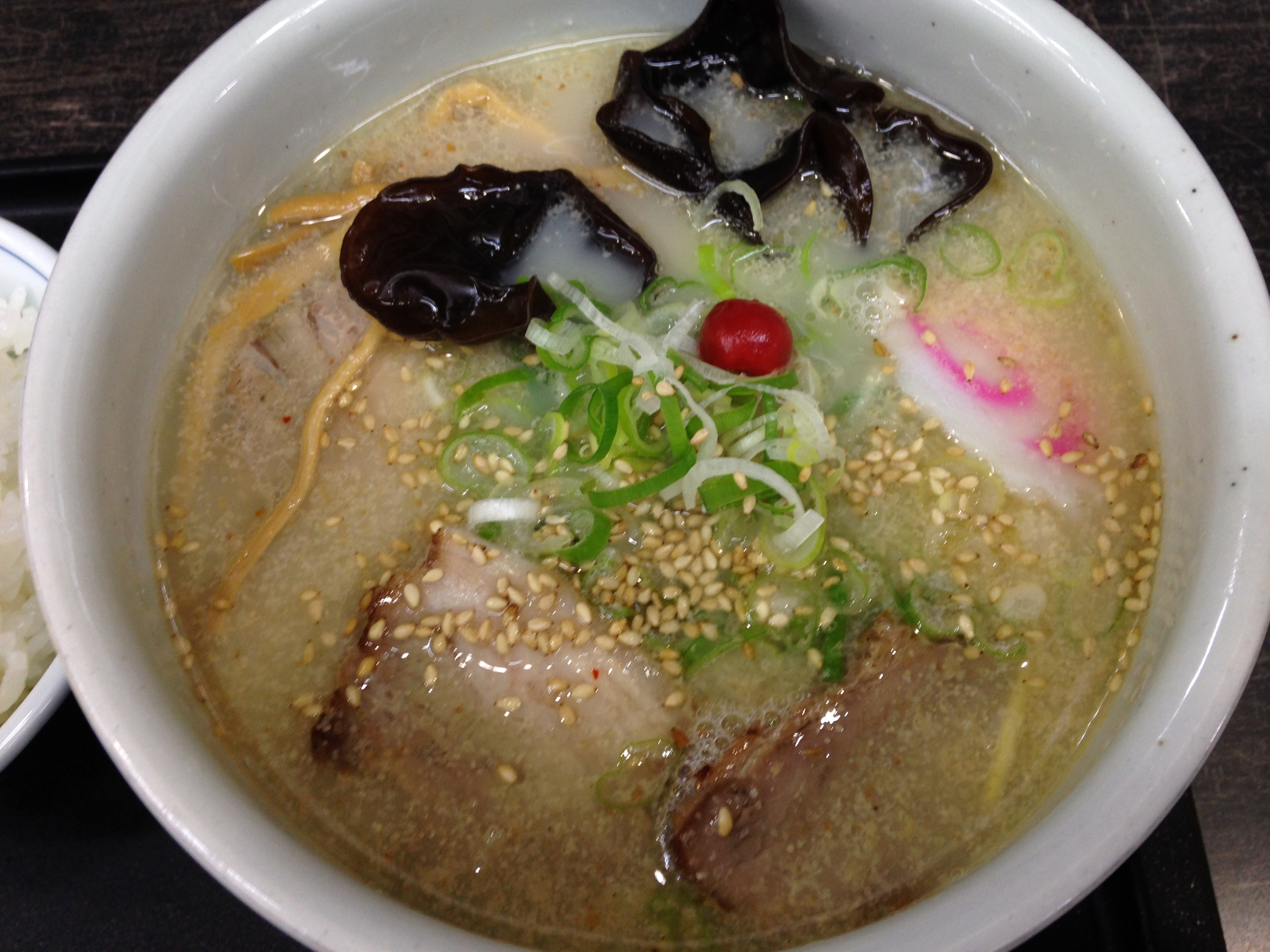
しおらーめん

しお・みそ・しょうゆらーめん
基本形となるラーメン。いずれも豚骨スープをベースとしている（ただし、「しお」と「みそ」「しょうゆ」はスープが異なる）。しおらーめんには小梅がトッピングされるのが特徴で、同ブランドのカップラーメンにも小梅が添付されている。
特製とろ肉らーめん
別皿に盛られたチャーシュー（豚トロ）や具をトッピングしながら食べる。とろ肉は単品でも注文可能。これとは別に、チャーシューをラーメン丼に盛り付けた通常のチャーシューめんも提供されている。
幌加内そばらーめん
2012年3月発売。北海道幌加内町のそば粉を使い、そばとラーメンの食感を両立させた点を売りにしていた。提供は会長の畠中が作り方を指導した店舗に限られていた。
その他
ゆかりご飯など。また店舗によっては期間限定でつけ麺などが提供される場合もある。